# Matthew Bower
Pour les articles homonymes, voir Bower.
Matthew Bower est un musicien de rock britannique, actif depuis le début des années 1980. Son œuvre très vaste, aussi bien en tant qu'artiste solo qu'en travail collaboratif, peut être classée dans le rock indépendant et oscille entre punk rock et musique expérimentale ou bruitiste.

## Skullflower
Skullflower est né de la rencontre de Bower avec Stefan Jaworzyn et Stuart Dennison vers 1982. Contrairement à la plupart de leurs contemporains immédiats de l'underground industriel londonien, ils utilisaient des instruments de rock traditionnels tels des guitares et des batteries plutôt que des bandes magnétiques, des synthés etc. La formation n'était pas rigide, et des members d'autres groupes de l'époque tels Whitehouse et Coil contribuaient régulièrement. Le groupe est souvent cité comme influence majeure de Justin Broadrick de Godflesh et, en effet, ce dernier édita plus tard deux albums de Skullflower sur son label HeadDirt. Jaworzyn quitta le groupe lorsque le bassiste Anthony DiFranco et le guitariste Russell Smith (ancien membre de Terminal Cheesecake) le rejoignirent. Le style s'éloigna de plus en plus de toute forme de rock identifiable avec des albums tels que Obsidian Shaking Codex et Transformer. Le départ de DiFranco causa une nouvelle instabilité dans le groupe, dont les activités cessèrent vers 1997, Bower poursuivant d'autres activités.

## Total
Bower a sorti environ une douzaine d'albums sous le nom de Total, principalement entre 1993 et  2000, sur des labels tels que Majora, VHF, American Tapes (dirigé par John Olson de Wolf Eyes), Self Abuse et Freek, ainsi que sur la compilation de Virgin Isolationism.Au départ, il s'agissait d'une musique moins typiquement rock, souvent plus posée que la musique brutale de Skullflower, et qui rappelle certains travaux de Merzbow.

## Autres projets

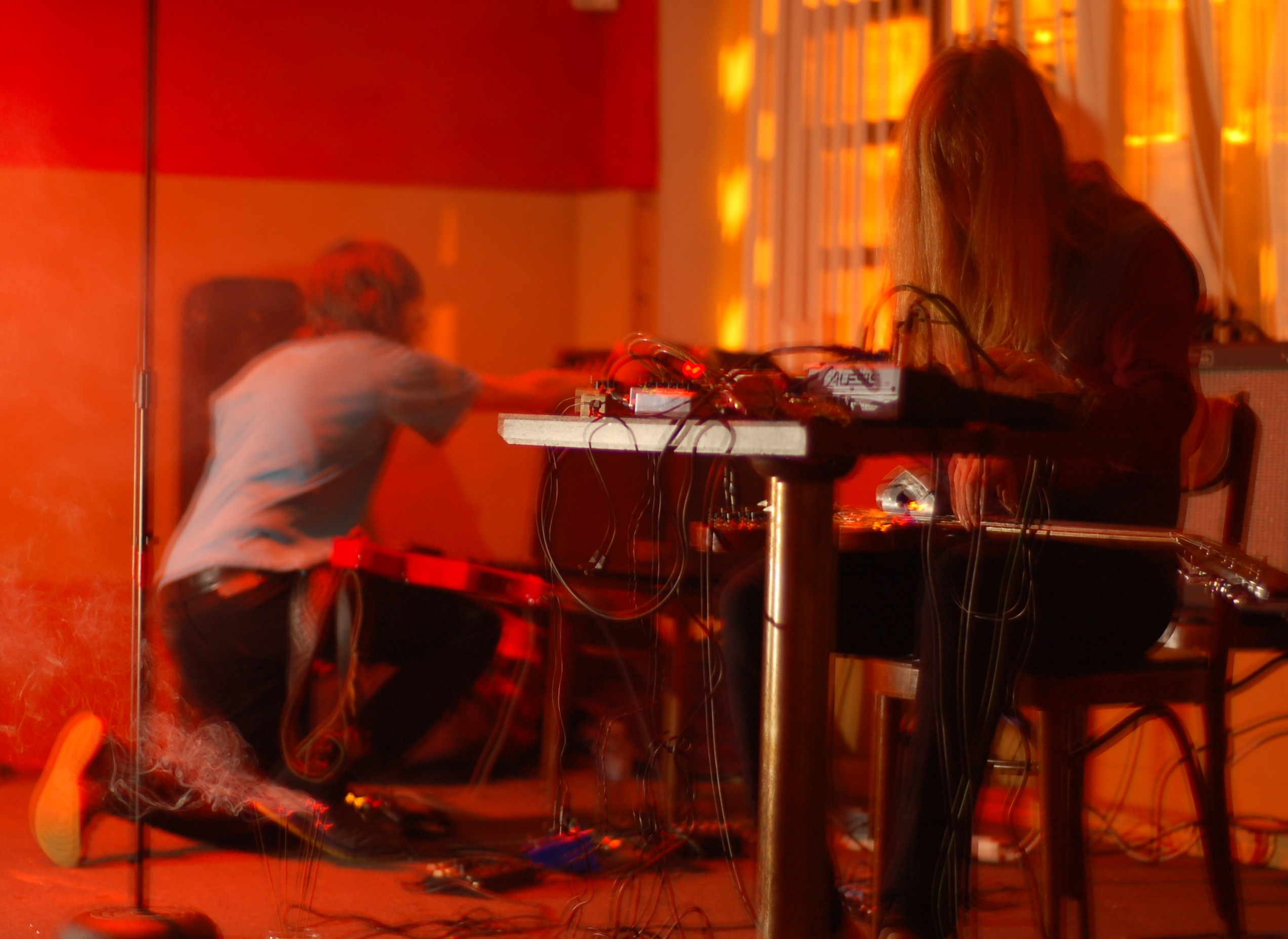
Marcia Bassett, partenaire de Bower dans Hototogisu

Skullflower officiellement suspendu et Total terminé, Bower commença un projet nommé Sunroof! dans lequel il s'impliqua davantage, et qui a occasionnellement inclus Richard Youngs, Neil Campbell, John Godbert, Phil Todd et d'autres amis. Plus mélodiques et avec plus de clavier que sur ses travaux précédents, les albums sont parus chez VHF, Giardia et son label Rural Electrification Project. En complément, il a également travaillé avec Vibracathedral Orchestra à diverses occasions et a sorti deux albums avec Richard Youngs.
Plus récemment il a participé à Hototogisu, au départ un projet solo qui a ensuite été étendu à un duo permanent avec Marcia Bassett de Double Leopards, et qui a réalisé de nombreuses tournées et enregistrements. Skullflower a aussi été ressuscité, avec d'autres participants comme Mark Burns, Neil Campbell, Michael Flower et Colin Potter (de Nurse With Wound), et a produit de nouveaux enregistrements. Bien qu'il ait enregistré le dernier titre de Skullflower, Tribulation, seul, des concerts récents ont été menés par un duo de Bower et Lee Stokoe (qui enregistre en solo en tant que Culver). Il a également entamé un nouveau projet Mirag, avec un EP sorti sur le label de Campbell Kneale, Battlecruiser et un LP sur Rural Electrification Project. La très vaste discographie de free drone-rock viscéral de Bower est l'une des plus remarquables du genre et fut considérée en 2005 par The Wire (numéro 259) comme un élément fondamental de la scène post-punk indépendante britannique des années 1980 et 90.

## Source
- (en) Cet article est partiellement ou en totalité issu de l’article de Wikipédia en anglais intitulé « Matthew Bower » (voir la liste des auteurs).